# اینگویل
اینگویل (به فرانسوی: Aingeville) یک کمون در فرانسه است که در Canton of Bulgnéville واقع شده‌است.

## خصوصیات
اینگویل ۵٫۷۷ کیلومترمربع مساحت و ۶۷ نفر جمعیت دارد و ۳۳۰ متر بالاتر از سطح دریا واقع شده‌است.